# Assemblée législative des Açores
Pour les autres articles nationaux ou selon les autres juridictions, voir Assemblée législative.
XIIIe législature
Bâtiment de l'Assemblée législative
L'Assemblée législative de la région autonome des Açores (en portugais : Assembleia Legislativa da Região Autónoma dos Açores, abrégée en ALRAA) est l'assemblée régionale monocamérale de la région autonome portugaise des Açores. Elle siège à Horta.

## Système électoral
L'Assemblée législative des Açores est composé de 57 membres pourvus pour quatre ans au scrutin proportionnel plurinominal de liste dans neuf circonscriptions électorales correspondant aux îles du territoire de la région, et répartis selon la méthode D'Hondt. Cinq membres sont également élus dans une circonscription de compensation.

## Liste des présidents
- 1976-1978 : Álvaro Monjardino (PSD)
- 1978-1979 : Alberto Madruga da Costa (PSD)
- 1979-1984 : Álvaro Monjardino (PSD)
- 1984-1991 : José Guilherme Reis Leite (PSD)
- 1991-1995 : Alberto Madruga da Costa (PSD)
- 1995-1996 : Humberto Melo (PSD)
- 1996-1998 : Dionísio Mendes de Sousa (PS)
- 1998-2000 : Humberto Melo (PSD)
- 2000-2008 : Fernando Manuel Machado Meneses (PS)
- 2008-2012 : Francisco Coelho (PS)
- 2012-2020 : Ana Luís (PS)
- depuis 2020 : Luís Garcia (PSD)